# Ligne Tōkyū Shin-Yokohama
La ligne Tōkyū Shin-Yokohama (東急新横浜線, Tōkyū Shin-Yokohama-sen) est une ligne ferroviaire de la compagnie privée Tōkyū à Yokohama au Japon. Elle relie la gare de Shin-Yokohama à celle de Hiyoshi. Elle permet d'interconnecter les réseaux Tōkyū et Sōtetsu.
Sur les cartes, la ligne est de couleur violette et les gares sont identifiées par les lettres SH suivies d'un numéro.

## Histoire
La ligne ouvre le 18 mars 2023.

## Caractéristiques

### Ligne
- Longueur : 5,8 km
- Ecartement : 1 067 mm
- Alimentation : 1 500 Vcc par caténaire

### Interconnexion
La ligne est interconnectée avec la ligne Sōtetsu Shin-Yokohama à Shin-Yokohama et les lignes Tōkyū Meguro et Tōyoko à Hiyoshi.

### Liste des gares
La ligne comporte 3 gares, identifiées de SH01 à SH03.
| Numéro | Gare                 | Nom japonais | Distance (km) | Correspondances | Localisation |
| ------ | -------------------- | ------------ | ------------- | --- | ------------ |
| SH01   | Shin-Yokohama        | 新横浜       | 0             | Sōtetsu : Shin-Yokohama (interconnexion) JR Central : Shinkansen Tōkaidō JR East : Yokohama Métro de Yokohama : ligne bleue | Yokohama     |
| SH02   | Shin-Tsunashima (ja) | 新綱島       | 3,6           | | Yokohama     |
| SH03   | Hiyoshi              | 日吉         | 5,8           | Tōkyū : Meguro (interconnexion), Tōyoko (interconnexion) Métro de Yokohama : ligne verte                                    | Yokohama     |

## Matériel roulant
La ligne est parcourue par les trains suivant :

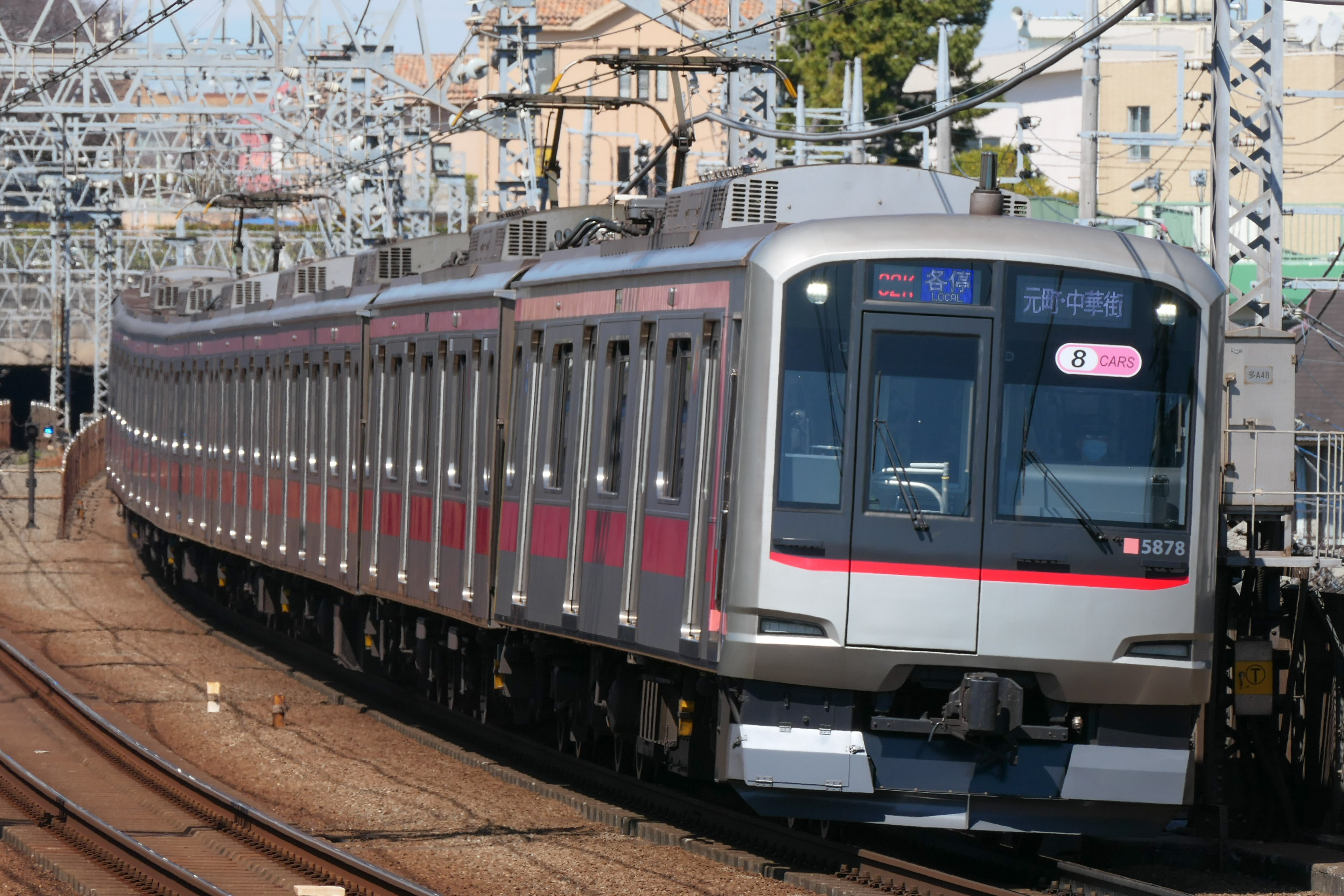
Tōkyū série 5050/5080
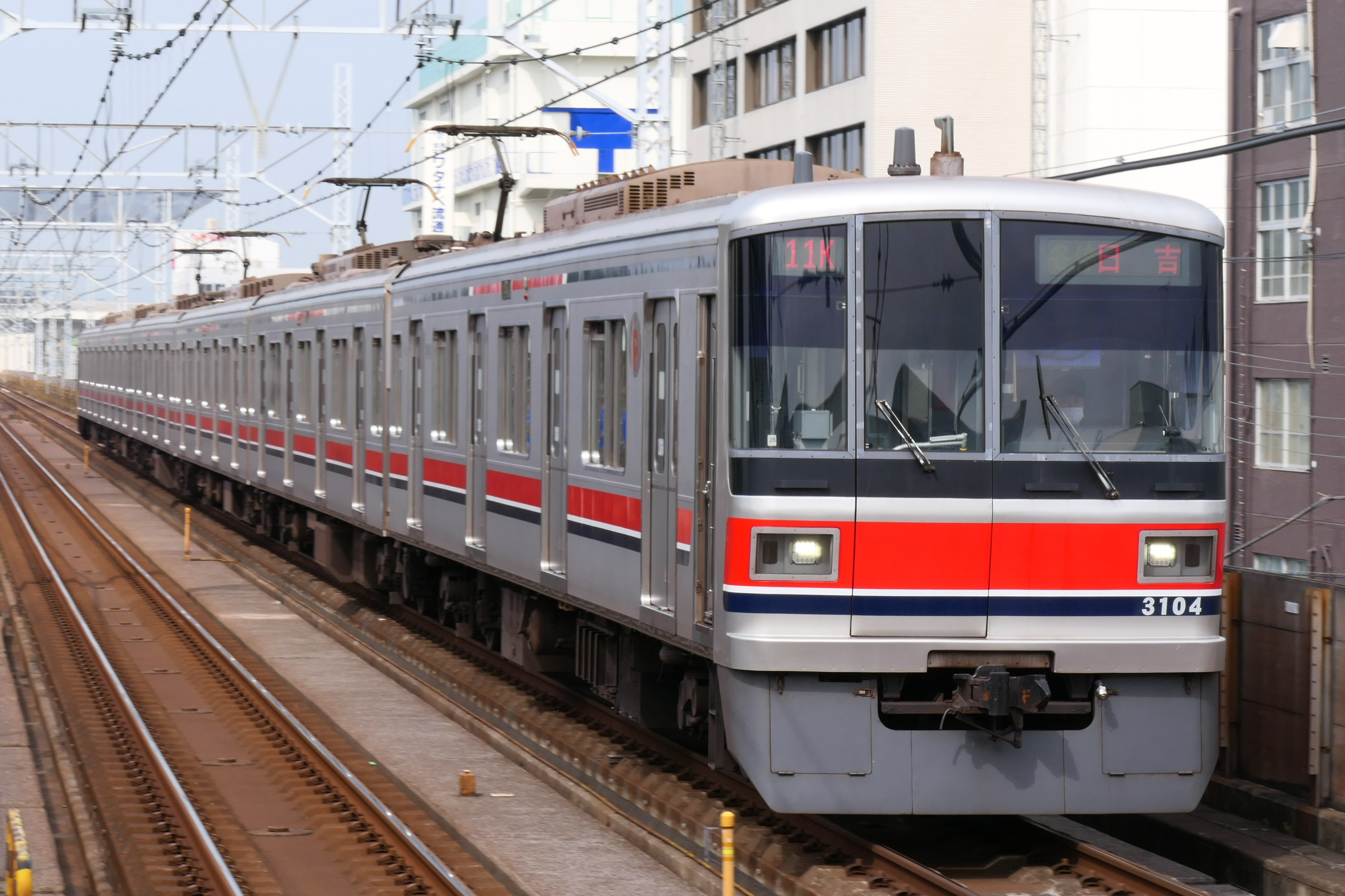
Tōkyū série 3000
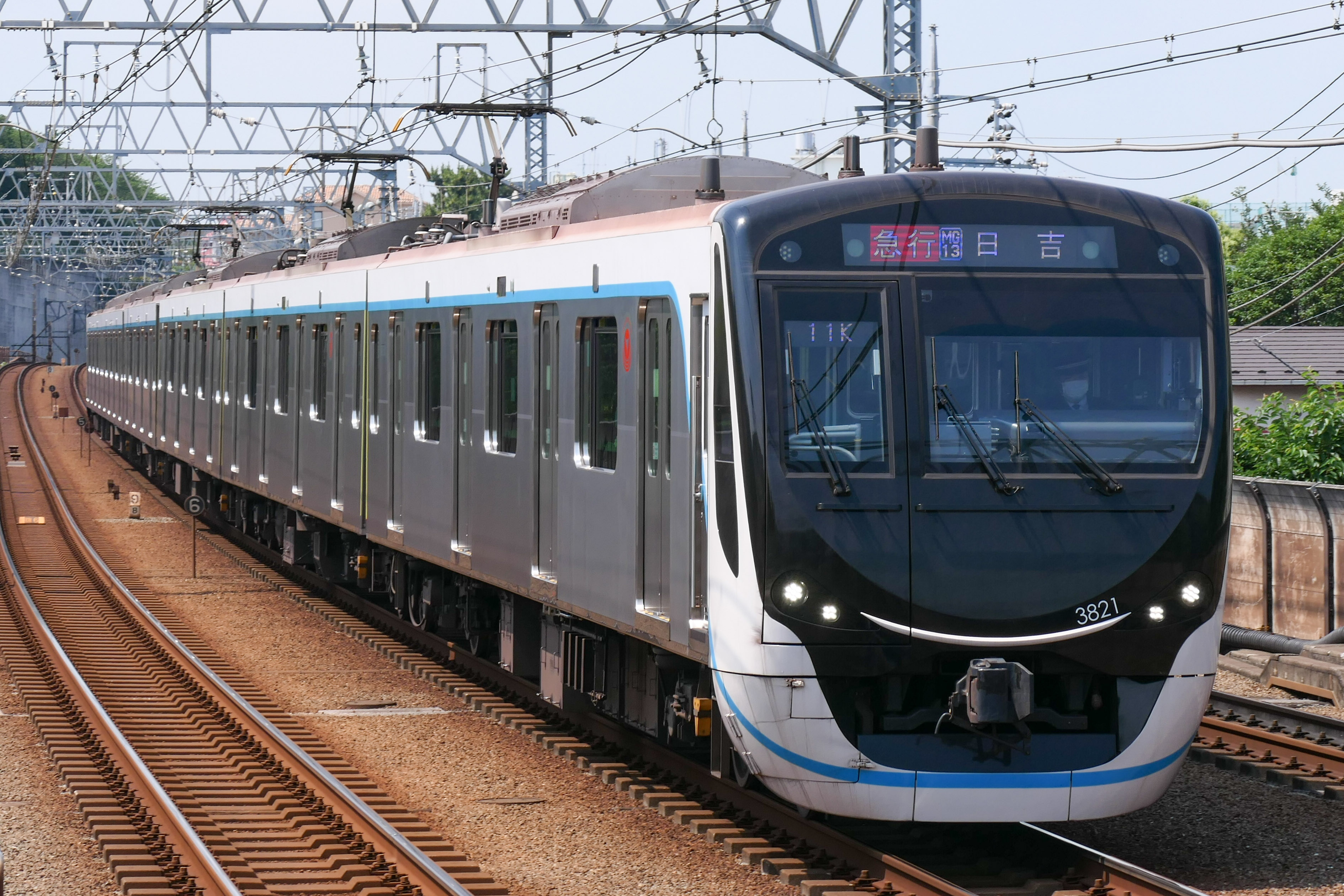
Tōkyū série 3020
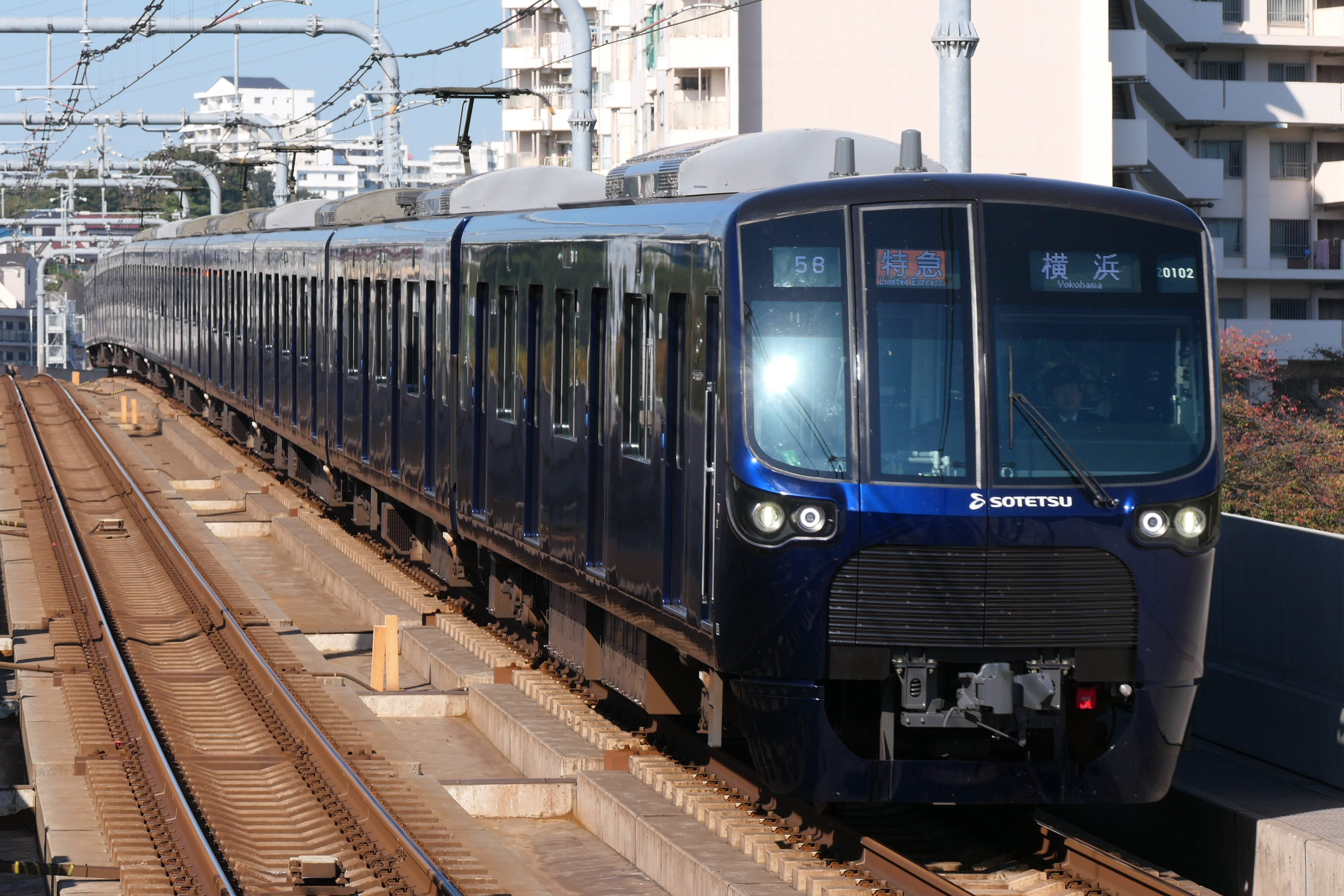
Sotetsu série 20000/21000
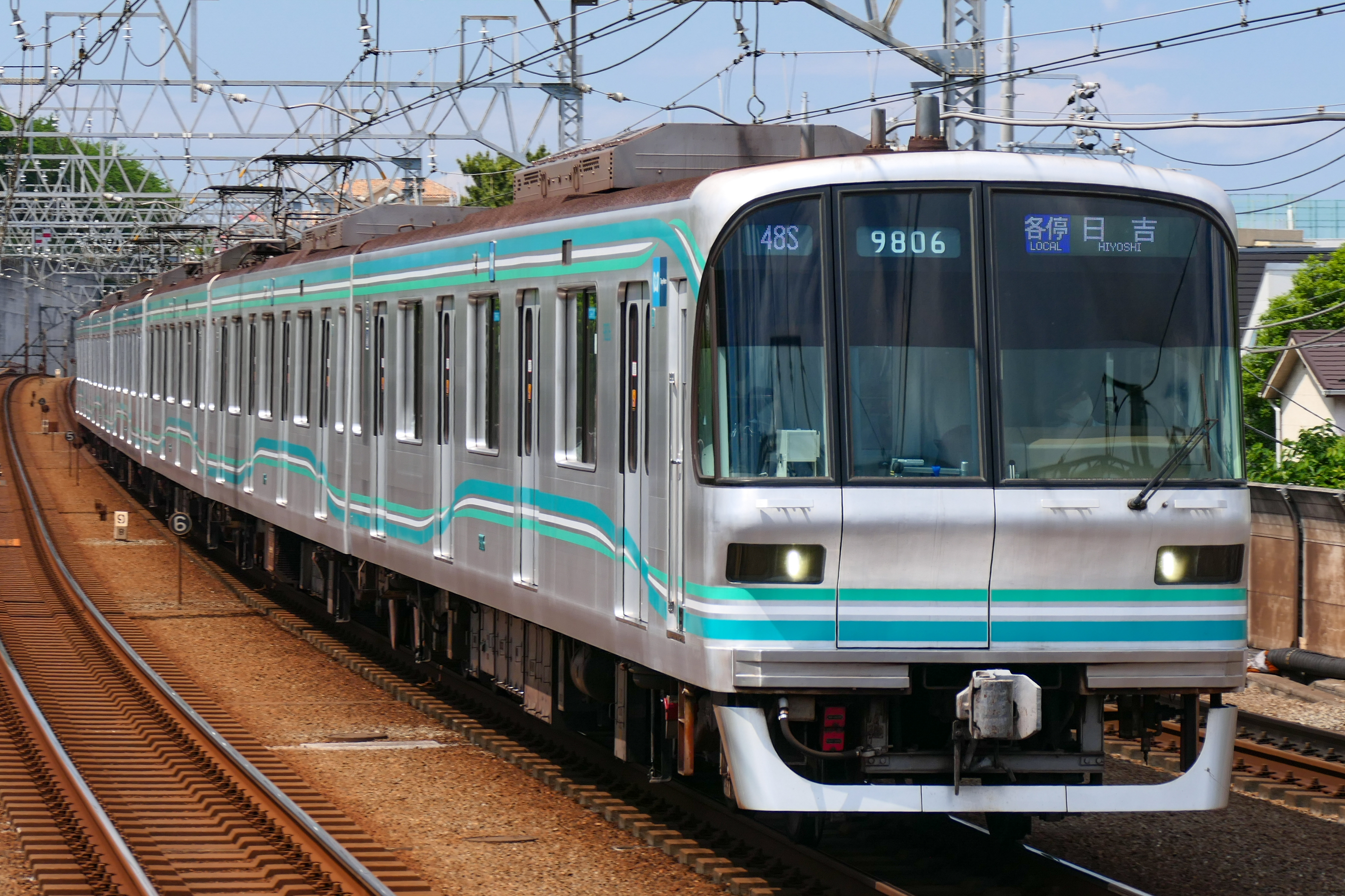
Tokyo Metro série 9000
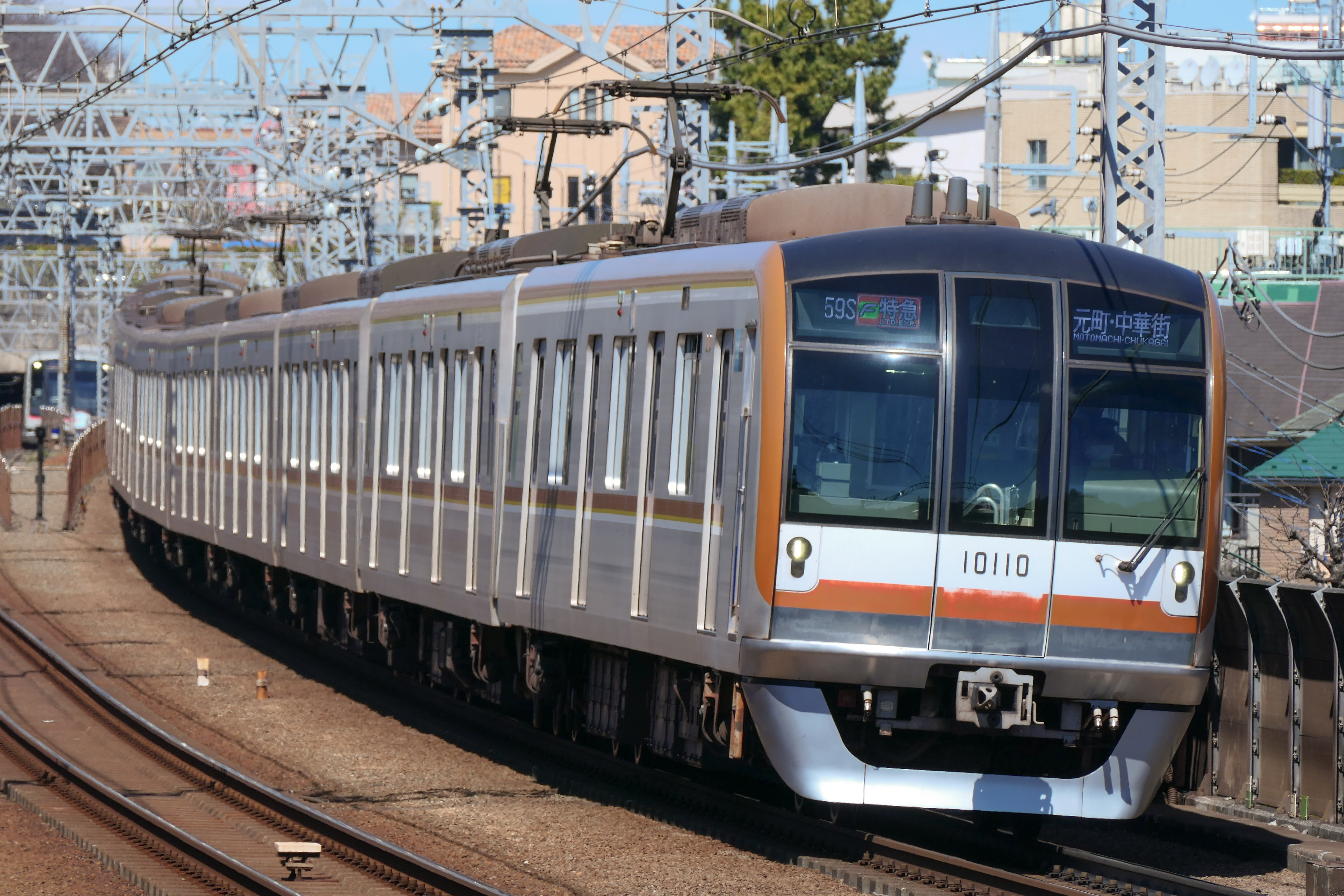
Tokyo Metro série 10000
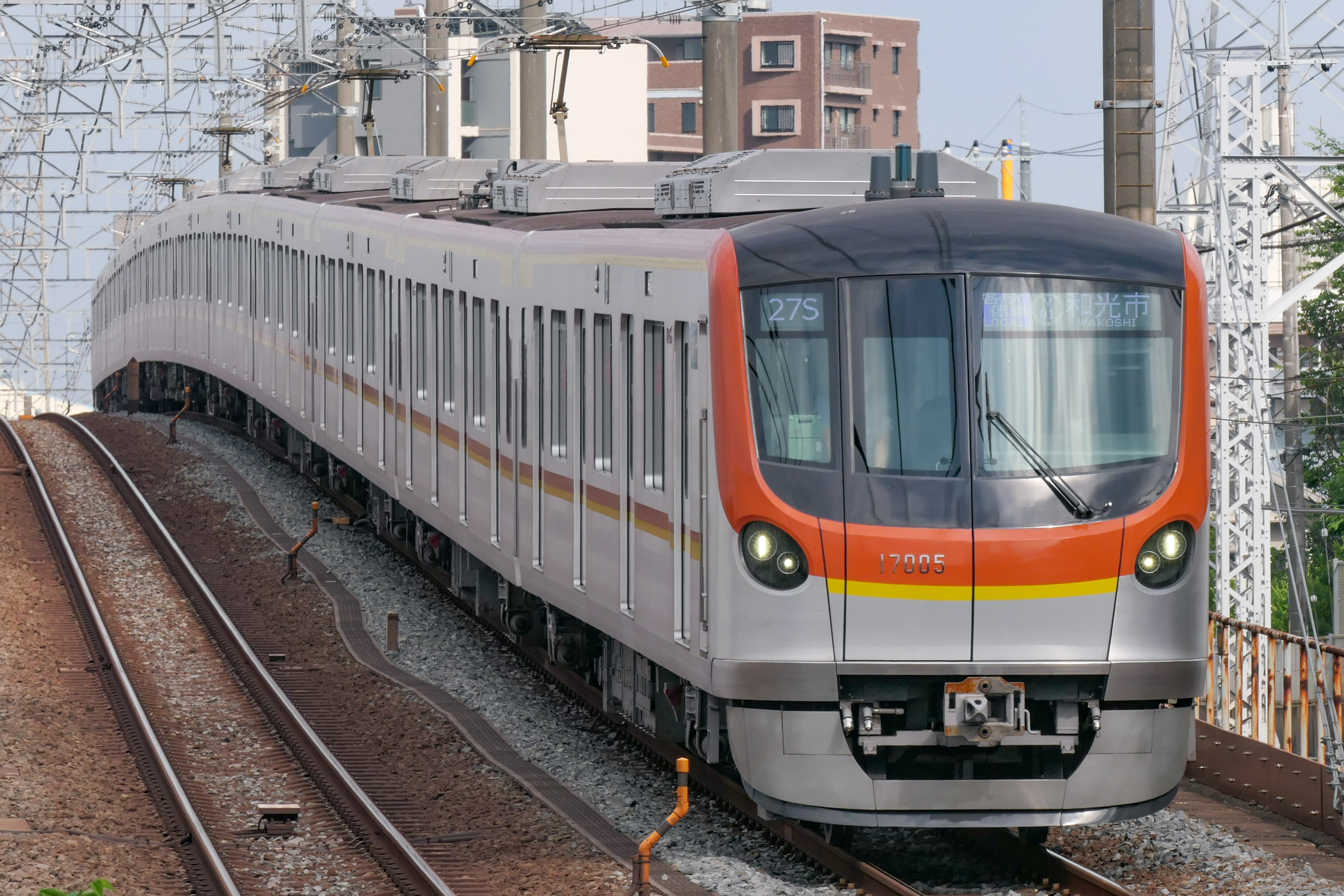
Tokyo Metro série 17000
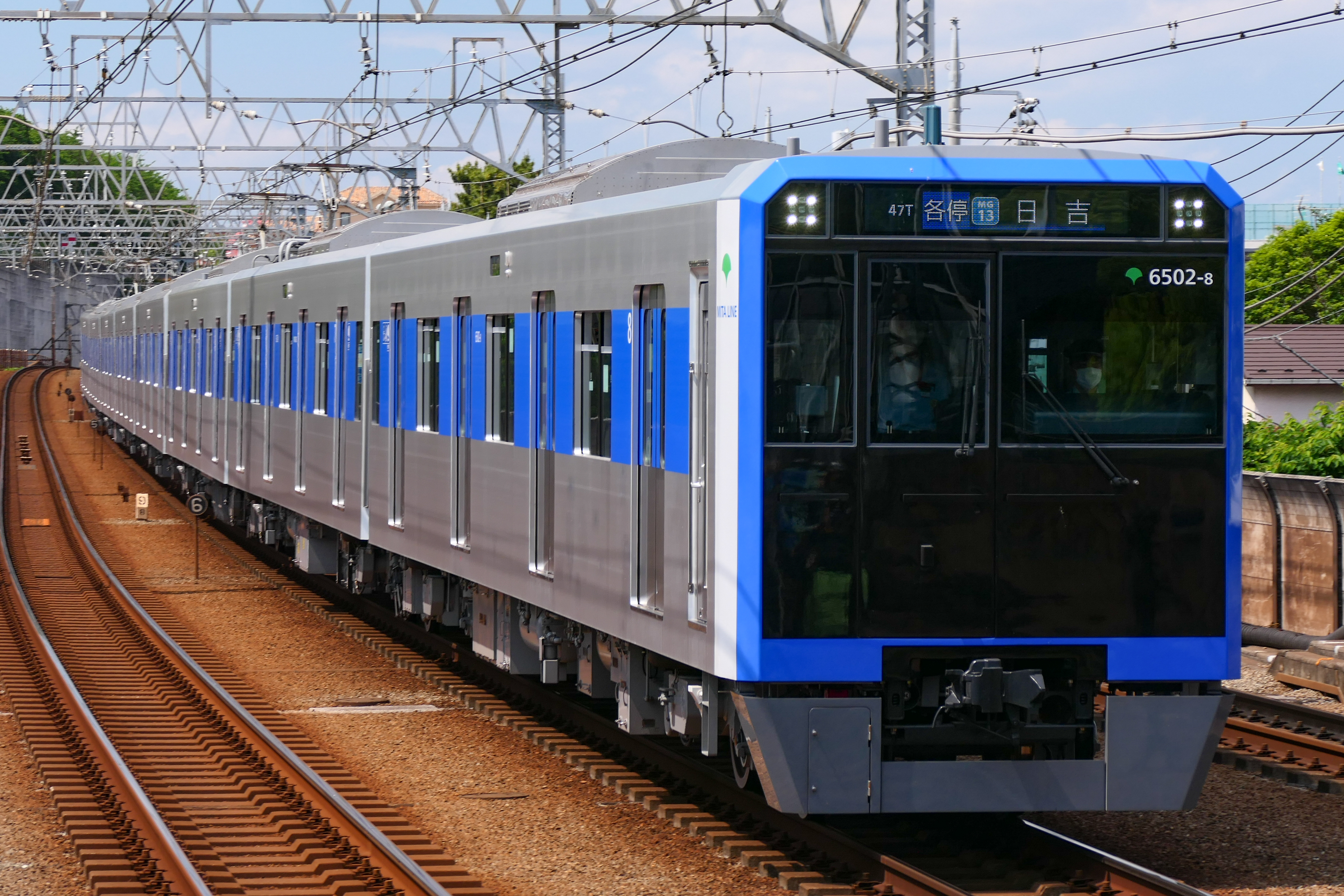
Toei série 6500
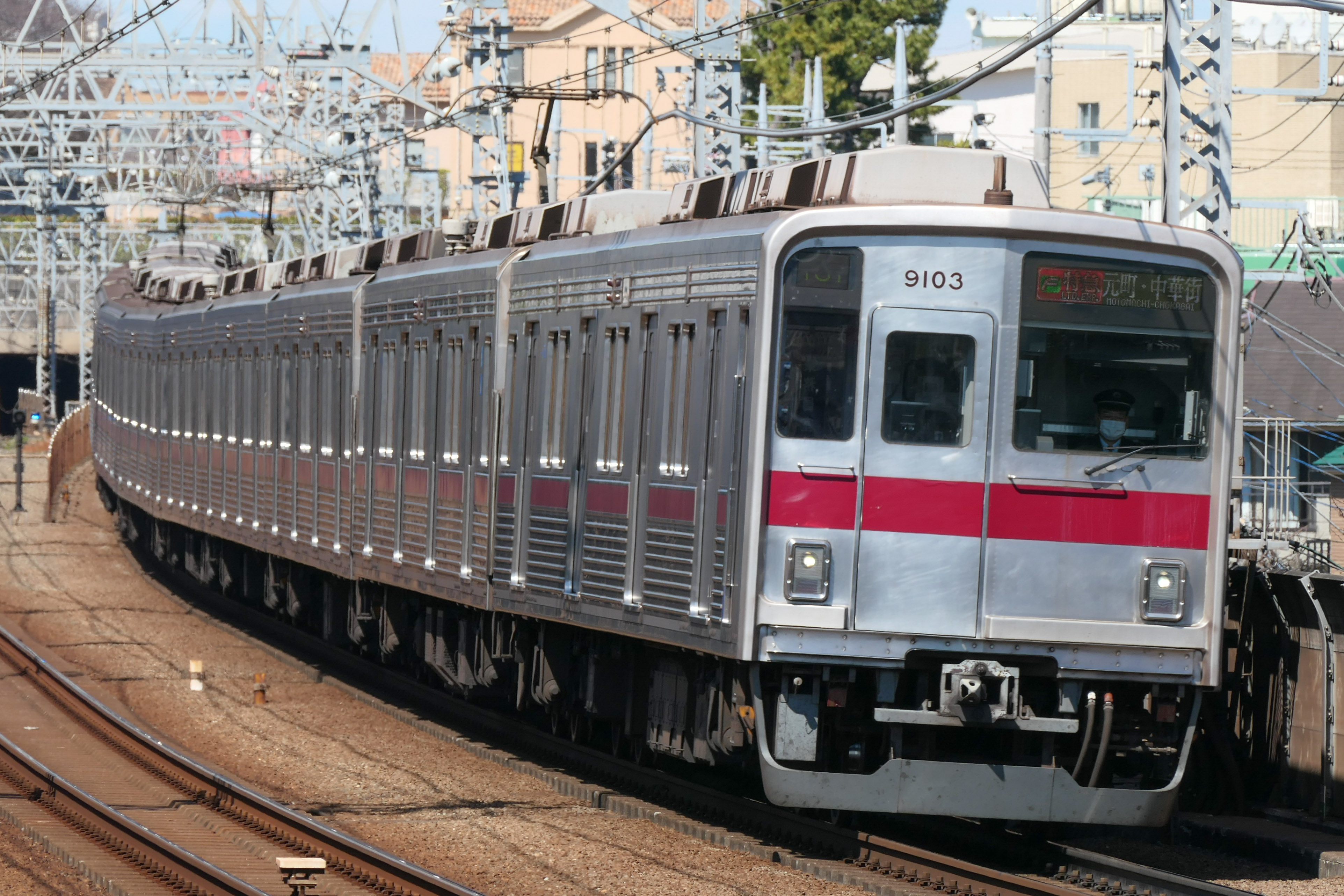
Tōbu série 9000
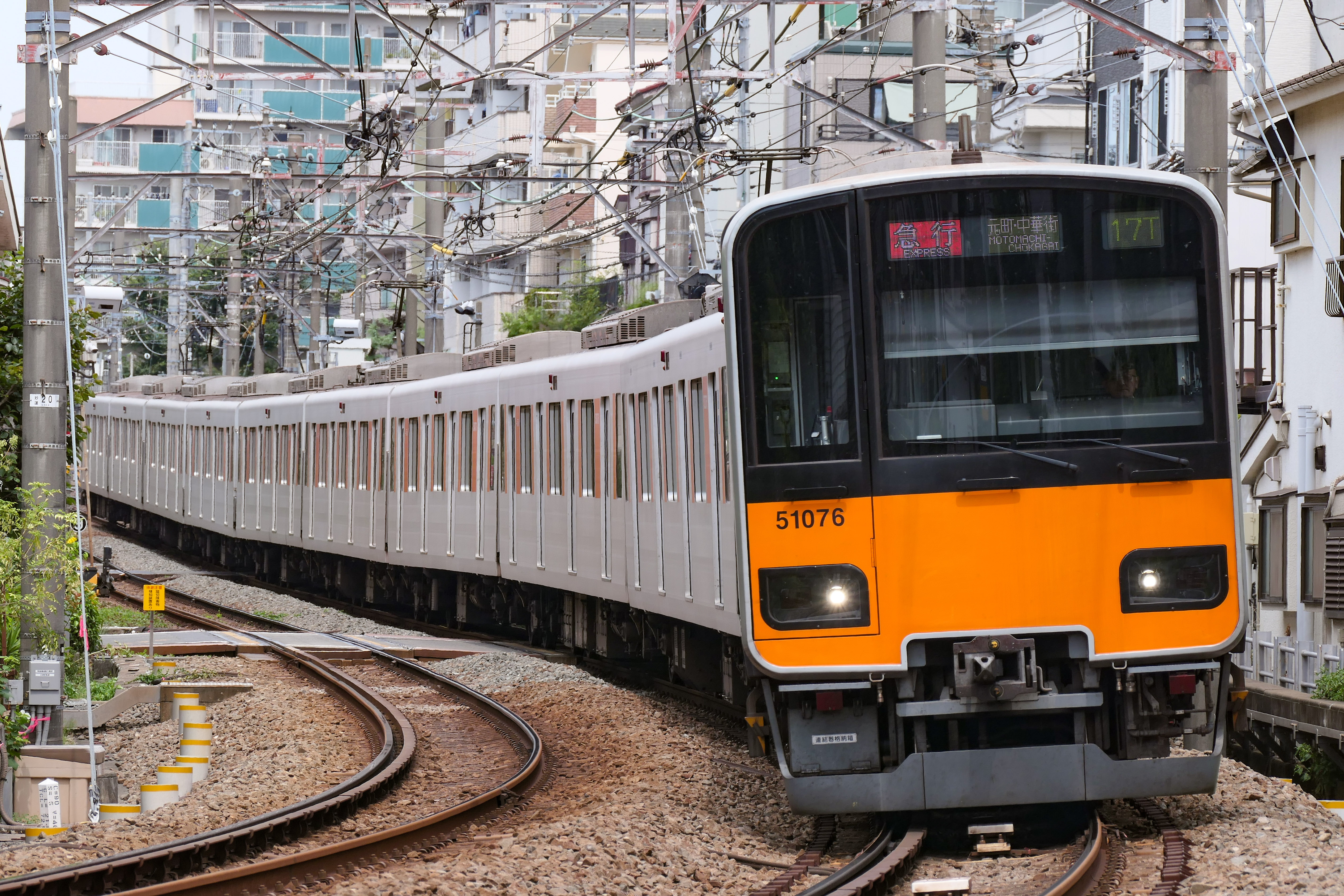
Tōbu série 50070